# Le Rite (téléfilm)
Pour les articles homonymes, voir Le Rite.
Pour plus de détails, voir Fiche technique et Distribution.
Le Rite (Riten) est un téléfilm suédois réalisé par Ingmar Bergman et sorti en 1969.
Le film est d'abord tourné pour la télévision suédoise, avant de connaître ultérieurement une sortie en salle.

## Synopsis
Trois comédiens se trouvent interrogés par un juge à la suite de l'interdiction d'une de leurs pièces par la censure. Cette confrontation va amener chacun des personnages à se révéler, ce qui ne sera pas sans dommage pour le juge...

## Fiche technique
- Titre original : Riten
- Titre français : Le Rite
- Réalisation et scénario : Ingmar Bergman
- Producteur : Lars-Owe Carlberg
- Photographie : Sven Nykvist
- Costumes et décors : Mago
- Noir et blanc
- Durée : 72 minutes
- Année : 1969

## Distribution
- Ingrid Thulin : Théa Winkelmann
- Anders Ek : Sebastian Fischer
- Gunnar Bjornstrand : Hans Winkelmann
- Erik Hell : le juge Abrahamsson
- Ingmar Bergman : le pasteur